# 阿拉赫雲河

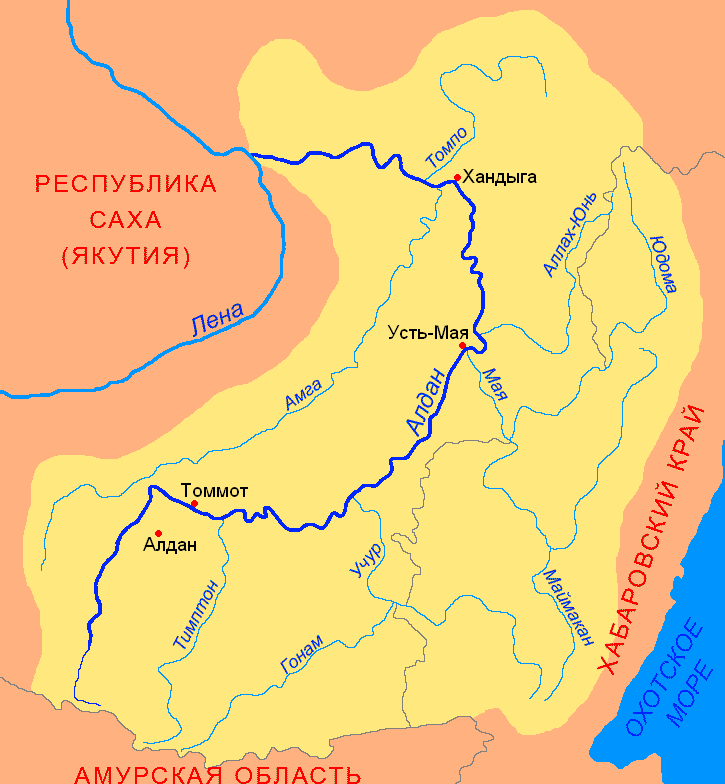
阿拉赫雲河是阿爾丹河的右岸支流

阿拉赫雲河（俄语：Аллах-Юнь），是俄羅斯的河流，位於該國遠東地區，屬於阿爾丹河的右支流，流經薩哈共和國和哈巴羅夫斯克邊疆區，河道全長586公里，流域面積24,200平方公里。